# 한국전기안전공사
한국전기안전공사(韓國電氣安全公社, Korea Electrical Safety Corporation)는 전기 재해로부터 국민의 생명과 재산을 보호하여 공공의 복리증진에 기여할 목적으로 설립된 대한민국 산업통상자원부 산하 위탁집행형 준정부기관이다.
1974년 6월 재단법인 한국전기보안협회로 시작하였다. 1990년 4월 특수법인 한국전기안전공사로 재발족하고, 1995년 1월 전기안전시험연구원을 개원하였으며 1995년 7월 재난관리 책임기관으로 지정되었다. 1975년 공사(公社)로 바뀌면서 현재의 상호로 바뀌었다.

## 설립 근거
- 전기안전관리법[1]

## 주요사업
1. 전기안전에 관한 조사·연구
2. 전기안전에 관한 기술개발 및 보급
3. 전기안전에 관한 전문 교육 및 정보의 제공
4. 전기안전에 관한 홍보
5. 전기안전에 관한 국제 기술협력
6. 자가용전기설비의 공사계획신고수리업무
7. 전기설비에 대한 검사·점검 및 기술지원
8. 전기사고의 원인·경위 등의 조사
9. 전기안전을 위하여 주무부장관 또는 시·도지사가 위탁하는 사업
10. 전기설비에 대한 설계·감리 및 안전진단 등의 업무
11. 전기·전자제품등 공산품에 대한 안전인증 업무
12. 전기안전기기에 대한 개발·설치·보급·시범운영 및 사후관리 등 기술지원 사업
13. 기타 전기안전관리를 위하여 필요한 사업
14. 제1호 내지 제12호의 사업에 부대되는 사업

## 연혁
- 1974년 6월 7일: 재단법인 한국전기보안협회 설립(민법 제32조)
- 1975년 4월 1일: 한국전기안전공사로 명칭 변경
- 1990년 4월 13일: 특수법인 한국전기안전공사로 재발족(전기사업법 제74조)
- 1995년 1월 1일: 전기안전시험연구원 개원
- 1995년 7월 18일: 재난관리 책임기관으로 지정(재난관리법 제3조)
- 2000년 3월 15일: ISO9002 품질경영시스템 인증획득
- 2000년 6월 15일: 전기안전기술교육원 개원
- 2001년 4월 28일: 국제공인시험기관 인정
- 2003년 4월 1일: 국가교정기관 인정
- 2006년 1월 1일: 개성공단 사무소 개소
- 2007년 1월 1일: 긴급출동고충처리서비스 전국 확대
- 2011년 6월 24일: 세계 최초 무정전검사 본격 시행
- 2012년 3월 5일: 국내 최초 지능형 전기안전망 전주 전통시장 개통
- 2012년 6월 26일: 중동사무소 개소(UAE 두바이 소재)
- 2013년 7월 30일: 키자니아 서울 내 '전기안전 119 센터' 체험관 개장
- 2014년 2월 18일: 동남아사무소 개소(베트남 하노이 소재)
- 2014년 6월 16일: 전북혁신도시 본사 이전

## 조직

### 한국전기안전공사 사장: 남화영
- 비서실
- 홍보실

#### 감사: 권재홍
- 감사실
  - 종합감사부
  - 전략감사부

##### 부사장/기획이사: 황호준
- 기획혁신처
  - 기획부
  - 혁신성과부
  - 예산부
- 경영지원처
  - ESG경영부
  - 재정관리부
  - 자산운영부
- 인재경영실
  - 인사혁신부
  - 노사협력부
- 법령기준처
  - 정책기획부
  - 법제운영부
  - 기준운영부

##### 안전이사: 황승의
- 안전관리처
  - 안전보건부
  - 재난안전부
  - 비상계획실
- 디지털혁신처
  - 정보시스템부
  - ICT융합부
  - 정보보안부
- 전기안전연구원
  - 연구기획부
  - 안전연구실
- 전기안전교육원
  - 인재개발부
  - 교육지원부

##### 기술이사: 최효진
- 사업운영처
  - 고객지원부
  - 검사부
  - 기술진단부
  - 특수진단부
  - 디지털점검부
- 전력설비검사처
  - 송배전검사부
  - 신에너지검사부
- 신재생안전실
  - 재생에너지부